# غافن يونغ
غافن ديفيد يونغ (بالإنجليزية: Gavin David Young)‏ (1928-2001م) هو رحالة إنكليزي.

## ترجمته
ولد في بلدة بود في قرنوالية الشمالية، أنكلترا. كان والده غافن يونغ عسكري في الجيش البريطاني. والدته، وتدعى دافني بنت السير شارلز ليولن فورستر-ووكر والذي كان بارونيه أحد المقاطعات الولزية. قضى غافن أكثر طفولته في جنوب ويلز وكورنوال. تخرج بعدها من جامعة أكسفرد حيث درس التاريخ الحديث.
عمل لفترة سنتين في البصرة مع شركة نقل ملاحي (وتدعى Ralli Brothers) وبعدها ذهب وانخرط مع المعدان وكتب عن تجربته هذه في كتاب نشر عام 1977م. بدا بالعمل في الصحافة لجريدة بريطانية (The Observer) من تونس العاصمة وبعدها في نيو يورك وباريز. عمل أيضا في الغارديان. توفي في لندن عن عمر يناهز الاثنان وسبعون سنة.

## مؤلفاته
- Return to the Marshes, 1977 - عن وقته مع المعدان
- Iraq: Land of Two Rivers, 1980 - سفرنامه في العراق
- Slow Boats to China, 1981 - عن السفر حول العالم عبر المياه
- Halfway Around the World: An Improbable Journey, 1983
- Slow Boats Home, 1985 - عن السفر حول العالم عبر المياه
- Worlds Apart, 1987 - مجموعة من المقالات الصحفية
- Beyond Lion Rock, 1987 - قصة كاثاي باسيفيك
- A Wavering Grace, 2009 – قصة عائلة فيتنامية في السلم والحرب

## روابط خارجية
- غافن يونغ على موقع اتحاد ألعاب الكومنولث (مؤرشف) (الإنجليزية)